# Thorondor
Thorondor es una criatura ficticia que pertenece al legendarium del escritor británico J. R. R. Tolkien y que aparece en su novela El Silmarillion. Es el Señor de las Águilas de la Tierra Media durante la Primera Edad del Sol.
Su nombre en el idioma élfico quenya, Sorontar, significa "Señor de las Águilas" (Soron: Águila, Tar: Amo, Señor, Rey); aunque en sindarin significa "Águila elevada".

## Historia
Él y las otras Águilas fueron enviadas por el Vala Manwë para ayudar a los Noldor y vigilar a Morgoth; vivía en los picos de las Crissaegrim, las Echoriath de Gondolin, y desarrolló una alianza con Turgon, rey de esta ciudad. 
Thorondor aparece varias veces a lo largo del relato de El Silmarillion. Entre ellas, ayuda a rescatar al príncipe Noldor Maedhros de su prisión en los picos del Thangorodrim. Luego aparece cuando Húrin y Huor fueron llevados por primera vez a Gondolin, y cuando muchos años después Húrin regresó y deseó volver a la ciudad escondida. También ayuda a Fingolfin en su combate contra Morgoth, hiriéndolo y desfigurándole el rostro al Vala; luego lleva el cadáver de Fingolfin a las montañas cercanas a Gondolin, donde su hijo Turgon lo pudo enterrar; también aparece para ayudar a Beren y Luthien en su cruzada para conseguir los Silmarils de Morgoth. Desde su nido custodiaba toda la región norte de Beleriand. Hacia el final de la Guerra de la Cólera, ataca junto a otras águilas a los Balrogs de Morgoth y ayuda a Eärendil a derrotar al dragón "Ancalagon el Negro". Al terminar la Primera Edad, Thorondor retorna al Taniquetil junto a Manwë. 
Se dice que poseía una envergadura de 30 brazas (55 metros) con las alas extendidas. 
Sus descendientes (de mucho menor tamaño) son Gwaihir, Señor de los Vientos, y Landroval. Estas son las Águilas que intervienen en El Señor de los Anillos.
| Predecesor: Ninguno | Rey de las Águilas E. E.-P. E. | Sucesor: Gwaihir |

- Datos: Q2263409